# Dialeurodes reticulosa
Dialeurodes reticulosa là một loài côn trùng cánh nửa trong họ Aleyrodidae, phân họ Aleyrodinae.
Dialeurodes reticulosa được Corbett miêu tả khoa học đầu tiên năm 1935.